# 驹形氏酵母属
駒形氏酵母屬（學名：Komagataella）是酵母菌目法夫酵母科的一個屬，得名自日本微生物學家駒形和男。1995年，可使用甲醇為碳源的畢赤酵母（Pichia pastoris）根據分子種系發生學研究結果自畢赤酵母屬移入本屬中，隨後又細分為K. pastoris和K. phaffii兩種，在生物學研究與生物科技產業中被用作生產蛋白質的模式生物。近年來又有若干新種發表，目前本屬共包含7個物種。

## 分類
1919年，法國真菌學家亞歷山大·吉列蒙德將自栗樹採得的酵母菌發表為新種，歸入接合酵母屬中，學名為Zygosaccharomyces pastori。1956年，美國真菌學家赫爾曼·法夫又自加州的北美黑橡樹上採得本種樣本，他將本種移入畢赤酵母屬，學名更改為Pichia pastoris，即畢赤酵母。1969年，有研究發現畢赤酵母可使用甲醇作為碳源與能源，為首個能以單碳化合物作為碳源的真核生物。
1995年，根據分子種系發生學研究分析核糖體RNA序列的結果，畢赤酵母被移出畢赤酵母屬，歸入新成立的駒形氏酵母屬中，學名改為Komagataella pastoris，當時是該屬唯一物種。本屬學名為向日本微生物學家駒形和男對酵母菌分類學的研究致敬，當時置於酵母菌科之下。2005年，畢赤酵母一些採自美國的菌株又進一步被分出新種K. phaffii，K. phaffii與K. pastoris的表型相差無幾，僅能以DNA序列區別，兩者DNA序列差異約為10%。
後續研究又漸發表了另外五種本屬物種，使本屬物種數來到七種。2005年，原屬畢赤酵母屬的Pichia pseudopastoris被移入本屬中，更名為K. pseudopastoris；2012年發表的K. populi為自美國伊利諾州的美洲黑楊採集，同年發表的K. ulmi為自伊利諾州的美國榆採集；2013年發表的Komagataella kurtzmanii為自美國亞利桑那州圣卡塔利娜山的冷杉採集；2018年發表的K. mondaviorum為自美國加州與華盛頓州的多種樹上採集。

## 應用
本屬物種K. phaffii與K. pastoris常在生物學研究與生物技術產業中被用作模式生物或蛋白質生產的表達系統。時至今日仍有許多研究以畢赤酵母作為模式生物時，使用舊名Pichia pastoris稱之。其中最常被用作模式生物的菌株是K. phaffii的CBS7435（NRRL Y-11430）菌株。目前已有若干K. phaffii與K. pastoris的菌株被定序完成，其基因組長約940萬bp。
與常見模式生物釀酒酵母相較之下，畢赤酵母對溫度與滲透壓的耐受範圍更大，且生產重組蛋白的產率更高，並更適於合成膜蛋白，已有許多研究嘗試優化畢赤酵母的蛋白醣基化途徑，以使其更適於合成結構的複雜的人類醣蛋白。1970年代，美國菲利普斯石油公司最早開始使用畢赤酵母生產蛋白質，但甲醇的價格在第一次石油危機爆發後飛漲，使得此系統不再合乎經濟效益，該公司遂於1993年將此系統釋出到科學界中，隨後許多實驗室與生技公司開始使用畢赤酵母作為生產蛋白質的模式生物。

## 生態
畢赤酵母常生長在栗樹等樹上，可使用甲醇、葡萄糖與甘油等多種化合物為碳源。此類真菌可行無性生殖（出芽生殖）產生子代，或以有性生殖產生子囊孢子。